# Teju brazylijski
Teju brazylijski, teju czarnoplamy (Tupinambis teguixin) – gatunek jaszczurki z rodziny tejowatych (Teiidae).

## Opis
Głowa i tułów są brązowoczarne, z niebieskawym odcieniem oraz pokryte dużymi, żółtawobiałymi plamami, ułożonymi wzdłuż grzbietu i kilkoma rzędami białych plamek po bokach. Na ogonie koloru ciemnobrązowego występują wąskie, poprzeczne, żółte pręgi.

## Rozmiary
Długość ciała do 1,5 m.

## Występowanie
Jest gatunkiem pospolitym w tropikalnych obszarach Ameryki Południowej – w regionie Gujana i w zlewisku rzeki Amazonki. Występuje też w Trynidadzie i Tobago.

## Biotop
Zamieszkuje tereny w większym lub mniejszym stopniu porośnięte rozmaitą roślinnością, w tym tropikalne lasy. 

## Pokarm
Jest drapieżnikiem. Żywi się wszelkimi małymi zwierzętami, takimi jak owady, żaby, małe węże oraz jaja i pisklęta ptaków. Zjada również pokarm roślinny – niektóre liście i soczyste owoce.

## Behawior
Prowadzi dzienny, naziemny tryb życia. 

## Rozmnażanie
Samica składa od 6 do 10 jaj do dużych (4–5 m wysokości) gniazd termitów. Dostanie się do wnętrza tych gniazd, przy pomocy szczęk i pazurów wymaga od samicy dużego wysiłku. Po złożeniu jaj samica opuszcza gniazdo, a termity zasklepiają otwór. W ten sposób jaja zostają wewnątrz zamknięte i rozwijają się całkowicie odizolowane od świata zewnętrznego. Wewnątrz termitiery panuje odpowiednia temperatura i wilgotność do inkubacji jaj. Po wylęgu małe jaszczurki muszą dużym nakładem sił utorować sobie drogę na zewnątrz.